# Teorie alternative sulla collocazione della Grande Moravia
Le teorie alternative sulla collocazione geografica della Grande Moravia sono quelle che collocano la posizione di tale Stato slavo in una posizione differente rispetto alla ricostruzione tradizionale. Secondo queste correnti, il territorio centrale di tale entità, esistita nel corso del IX secolo, non si sarebbe infatti sviluppato (o lo avrebbe fatto solo in parte) nella regione della sezione settentrionale del fiume Morava (attuale Repubblica Ceca). La Moravia emerse dopo la caduta del Khaganato degli Avari all'inizio del IX secolo e fiorì durante il regno di Svatopluk I, nella seconda metà dello stesso centennio, salvo poi tramontare e scomparire dalla mappa europea nel primo decennio del 900. Qualche autore ha inteso considerare la Grande Moravia come una sorta di precursore della Cecoslovacchia novecentesca, composta tra le etnie principali sia da cechi sia da slovacchi ed estesa in parte sul territorio storico della potenza medievale. La sua eredità è menzionata nel preambolo della Costituzione della Repubblica Slovacca.
Diversi aspetti della sua storia (tra cui la sua estensione territoriale e lo status politico) sono oggetto di controversie accademiche, con un dibattito sulla precisa ubicazione iniziato nella seconda metà del Novecento. Imre Boba propose che il centro della Moravia fosse situato vicino al sud del fiume Morava, nell'attuale Serbia. La maggior parte dei ricercatori, tra cui Herwig Wolfram e Florin Curta, hanno respinto la teoria di Boba, ma essa è stata ulteriormente sviluppata da altri storici, inclusi Charles Bowlus e Martin Eggers. Oltre alla teoria di una "Moravia meridionale", si proposero ulteriori ricostruzioni alternative, sostenendo l'esistenza di due Moravia, chiamate "Grande e Piccola Moravia", oppure che il centro della Moravia fosse alla confluenza dei fiumi Tibisco e Mureș. Le evidenze archeologiche non supportano le teorie alternative, perché l'esistenza di centri di potere del IX secolo può essere documentata, secondo la visione comunemente accettata, solo lungo il fiume Morava settentrionale. Tuttavia, gli studiosi che aderiscono alla tradizionale impostazione di una "Moravia settentrionale" non hanno completamente spiegato alcune delle contraddizioni tra le fonti scritte e le prove archeologiche. A titolo di esempio, si deve pensare ai testi che suggeriscono uno spostamento degli eserciti verso sud quando menzionano l'invasione della Moravia ad opera del Ducato di Baviera.

## Grande Moravia

La Grande Moravia alla fine del IX secolo: in verde scuro i territori acclaratamente posseduti, in verde chiaro quelli su cui si avanzano dubbi storiografici

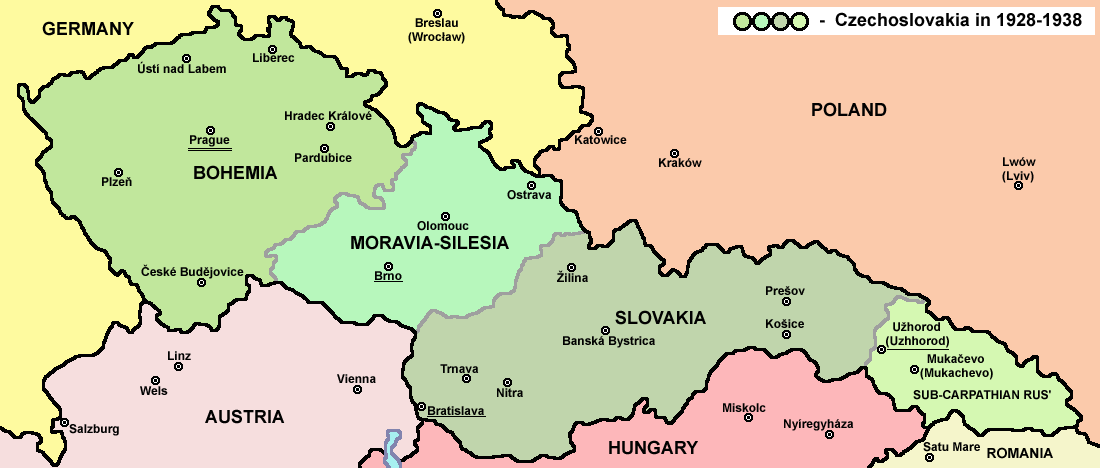
La Cecoslovacchia tra il 1928 e il 1938

I moravi emersero come tribù slava autonoma dopo la caduta del Khaganato degli Avari all'inizio del IX secolo. Il primo riferimento ad essi si rintraccia nell'anno 822 d.C. negli Annales Regni Francorum. Più di un secolo dopo, l'imperatore bizantino Costantino Porfirogenito adoperò l'espressione "Megale Moravia". La denominazione, non menzionata in altre fonti primarie, è stata interpretata in vari modi. Secondo un filone, l'aggettivo megale sarebbe stata adottato con riferimento alla realtà politica richiamando avvenimenti accaduti solo dopo la sua caduta, circostanza la quale implica che una migliore traduzione del termine ellenico dovrebbe essere "antica" anziché "grande". Secondo un diverso filone storiografico, l'aggettivo megale si riferirebbe a un territorio situato oltre i confini dell'impero bizantino.
Il primo sovrano moravo conosciuto, Mojmír I, fornì più volte assistenza i sudditi ribelli di Ludovico il Germanico, re dei Franchi orientali. Durante il suo regno, i sacerdoti giungevano dal vescovado di Passavia (suffraganeo dell'arcivescovado di Salisburgo) per fare proselitismo tra i moravi. Ludovico il Germanico espulse Mojmír dalla Moravia nell'846. Nel tentativo di diminuire l'influenza dei chierici tedeschi, nipote e successore di Mojmír, Rastislav, richiese sacerdoti dall'impero bizantino all'inizio degli anni 860 per avviare il processo di cristianizzazione. L'imperatore Michele III e il patriarca Fozio inviarono due fratelli, i futuri Santi Cirillo e Metodio, in Moravia. Gli uomini del clero iniziarono presto a tradurre testi liturgici in slavo ecclesiastico antico in Moravia. Metodio, a seguito della morte di suo fratello, fu consacrato arcivescovo da papa Adriano II a Roma nell'869. Su decisione del pontefice, la Moravia, il regno del nipote di Rastislav, Svatopluk I, e i domini pannonici di Kocel caddero sotto la giurisdizione ecclesiastica di Metodio, circostanza che causò dei contrasti con gli arcivescovi di Salisburgo.
Ludovico il Germanico occupò la Moravia e detronizzò Rastislav, spingendo i prelati bavaresi a imprigionare Metodio nell'870. Svatopluk unì il suo regno con la Moravia intorno all'871 ed espanse le terre sotto il suo dominio nei decenni successivi. Metodio fu in seguito liberato su esplicita richiesta di papa Giovanni VIII nell'873. Tuttavia, dopo la sua morte nell'885, i suoi discepoli andarono espulsi dalla Moravia. Svatopluk morì nell'894 e il suo regno si disintegrò presto a causa di conflitti interni emersi dopo la sua morte. I magiari che si stabilirono nel bacino dei Carpazi intorno all'895 approfittarono della scarsa stabilità e conquistarono la Moravia nel primo decennio del X secolo.

## Elaborazione di teorie alternative
Lo studio sistematico della storia della Moravia iniziò nel XIX secolo, influenzato dagli ideali del Romanticismo e del Panslavismo. Le discussioni accademiche si sono intrecciate per secoli con concezioni politiche. Dopo la fondazione della Cecoslovacchia nel 1918, la Grande Moravia fu considerata inoltre un archetipo dello Stato comune composto da cechi e slovacchi in epoca medievale. I delegati cecoslovacchi vi fecero pure riferimento quando discussero alla comunità internazionale del riconoscimento del nuovo Stato. Ancora nel 1963, le celebrazioni ufficiali dell'undicesimo centenario della missione di Costantino e Metodio in Cecoslovacchia continuavano a sottolineare la continuità tra l'entità politica altomedievale e la realtà di epoca contemporanea. Un riferimento alla "Grande Moravia" si rintraccia sia nel preambolo della Costituzione della Repubblica Cecoslovacca del 1948 sia della Costituzione della Slovacchia del 1992.
Diversi aspetti della storia della Moravia restano nebulosi e oggetto di dibattito accademico. La maggioranza degli studiosi moderni mette in dubbio le descrizioni degli storici passati di un "Grande impero Moravo" composto da enormi territori permanentemente integrati al suo interno. Gli studi pubblicati a partire dagli anni '90 contestano anche l'argomentazione secondo cui la Moravia abbia raggiunto il livello di uno Stato altomedievale propriamente inteso durante il corso della sua esistenza, con un governo stabile e duraturo.
Secondo l'impostazione tradizionale, il territorio centrale della Moravia era situato lungo il fiume Morava settentrionale, un affluente del Danubio, nell'odierna Repubblica Ceca. Juraj Sklenár, storico slovacco del XVIII secolo, fu il primo a proporre un luogo alternativo; egli sosteneva che la Moravia si fosse sviluppata intorno a Sirmio (oggi Sremska Mitrovica, in Serbia), da dove si espanse a nord fino alle terre che ora appartengono alla Repubblica Ceca e alla Slovacchia. Nel 1813, il filologo sloveno Jernej Kopitar elaborò l'ipotesi che con il termine Moravia si indicasse una città e, per estensione, i territori circostanti e a lei facenti capo. Nove anni dopo, lo storico austriaco Friedrich Blumberger mise in dubbio le date approssimative in cui cominciò la venerazione di Cirillo e Metodio entrando in polemica con Josef Dobrovský, suo convinto oppositore, nelle moderne Cechia e Slovacchia. Nel corso di tale disputa intellettuale, ribadì le argomentazioni di Kopitar secondo cui con Moravia si facesse riferimento a un insediamento. Dopo la morte di Dobrovský nel 1829, la discussione cessò e la sua teoria finì nel dimenticatoio per più di un secolo. Il linguista italiano Sergio Bonazza ha sostenuto nel 2008 che ciò si doveva alla mancata citazione da parte del croato Vatroslav Jagić delle idee di Blumberger, essendo stata omessa la maggior parte dei suoi pensieri dalla monografia storica Istoriya slavyanskoy filologii (Storia della filologia slava). Tale scelta si comprende se si considera che Jagić era sostenitore della teoria convenzionale ed editore della corrispondenza di Kopitar-Dobrovský.
Imre Boba è stato il primo storico nel XX secolo a dubitare della ricostruzione classica. Dopo aver studiato le fonti primarie, egli concluse che il territorio centrale della Moravia si trovava vicino al fiume Morava meridionale, nei dintorni di Sirmio. Questi espose la sua ipotesi in una monografia intitolata Moravia's History Reconsidered: A Reinterpretation of Medieval Sources ("Riconsiderazioni sulla storia della Moravia: Una reinterpretazione delle fonti medievali") nel 1971. Il grosso degli storici dell'Europa centrale (tra cui Herwig Wolfram, Josef Poulík e István Bóna) respinse la sua tesi, ma altri studiosi, tra cui Charles Bowlus e Martin Eggers, la svilupparono ulteriormente negli anni '90 concentrandosi pure sul Banato. Secondo Florin Curta, in disaccordo con le teorie alternative, Bowlus ha redatto l'"elaborazione più fluida" della loro argomentazione. Gli studiosi che sostengono i confini tradizionali riferiscono che nessuna prova archeologica sostanzia l'esistenza di un centro di potere del IX secolo nelle terre in cui le teorie alternative suggeriscono che si sarebbe trovata la regione centrale della Moravia. D'altra parte, gli scavi hanno dimostrato che esistevano importanti centri di potere a Mikulčice, Pohansko e altri insediamenti a nord del Medio Danubio nel IX secolo, in sintonia con quanto sostengono gli esponenti dell'impostazione classica.
Michael McCornick afferma che Boba e i suoi seguaci hanno dato il via a un "sano dibattito". Curta sottolinea che l'ubicazione della Moravia "può essere comprensibilmente intesa come una questione di interesse nazionalista", a causa della "recente bassa staticità delle frontiere politiche" nell'Europa centrale. Nella sua esposizione, prosegue affermando anche che "un atteggiamento ostile, piuttosto che critico, nei confronti delle idee di Boba divenne consuetudinario tra gli storici slovacchi" all'inizio degli anni '90. Vincent Sedlák, storico slovacco, ha ritenuto che Boba sviluppò la sua teoria "per screditare la validità storica del territorio slovacco"; Curta ha bollato a suo giudizio tale affermazione come priva di fondamento. Quasi ogni argomentazione di Boba e dei suoi simpatizzanti è stata "efficacemente messa in dubbio", ma, stando a Nora Berend, Przemyslaw Urbańczyk e Przemyslaw Wiszewski, "l'interpretazione delle prove scritte fornite dalle fonti franche continua ad essere oggetto di discussione". Jiří Macháček, un altro luminare scettico sulle teorie alternative, sostiene che "i seri dubbi geografici sollevati dall'analisi delle fonti scritte, che alla fine hanno spinto Imre Boba e i suoi sostenitori a mettere in discussione la collocazione tradizionale della Grande Moravia, andrebbe spiegata in qualche altro modo". Asserisce altresì che le ipotesi non convenzionali hanno dimostrato di non poter dar vita a un ramo di ricerca nuovo, oltre a non trovare appigli da parte della comunità scientifica internazionale. Secondo Roger Collins, la controversia sull'ubicazione della Moravia "resta da risolvere: le prove archeologiche non dovrebbero essere sottovalutate rispetto alle fonti scritte".

## La Moravia meridionale di Juraj Sklenár

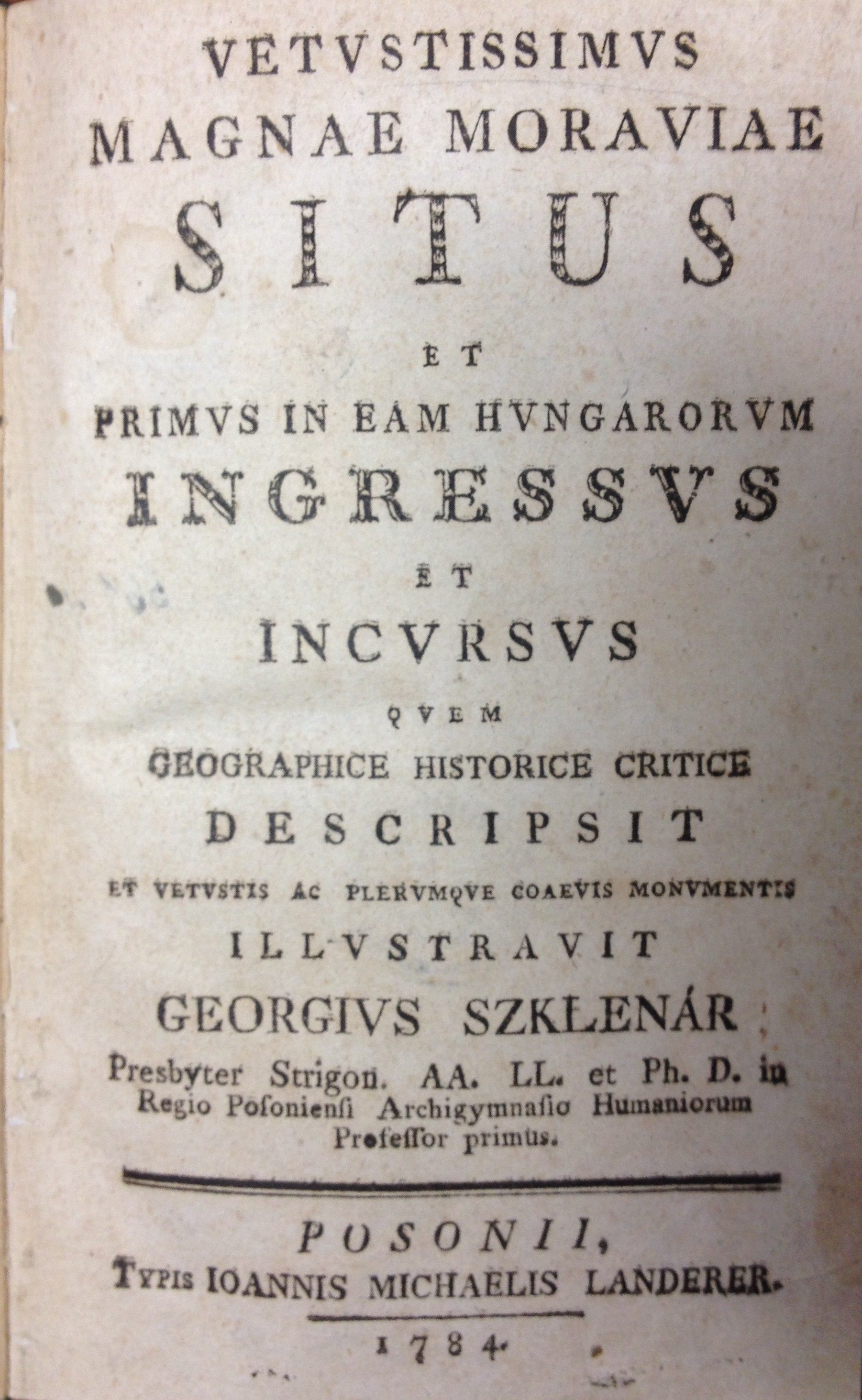
Il frontespizio dell'opera di Sklenár

Nel 1784, Juraj Sklenár, uno storico slovacco e insegnante di retorica a Presburgo (l'odierna Bratislava), pubblicò Vetustissumus magnae Moravie situs et primus in eam Hungarorum ingressus et incursus ("La collocazione più antica della Grande Moravia, la sua prima invasione e l'arrivo degli ungheresi"). Ad un giudizio complessivo, la sua fatica perseguiva uno scopo e un carattere politico. Egli affermava che i magiari non conquistarono mai il territorio abitato dagli slovacchi e questi ultimi aderirono volontariamente al Regno d'Ungheria durante il dominio di Ladislao I.
Sklenár associava i (Grandi) Moravi agli Slavi che si stabilirono vicino al fiume Morava in Mesia e adottarono il nome Moravi. Sklenár si è affiancato al suo giudizio tratto dopo un'analisi del lavoro del cronista rus' Nestore. Sklenár sostenne che l'antica Moravia aveva sede non solo in Mesia, ma anche in Pannonia. Ad appoggiare la sua tesi, aveva fatto leva sugli scritti di Costantino Porfirogenito, soprattutto sulla sua opera De administrando imperio, che collocava la Grande Moravia nel territorio compreso tra il ponte di Traiano, Sirmio e Belgrado. Sklenár utilizzò anche fonti franche e citò la nomina di Metodio a vescovo di Pannonia: inoltre, espose la sua idea secondo cui il territorio originale posseduto da Mojmír I era a sud, al confine tra Mesia e Pannonia, e che anche Nitrava (una città diversa dall'odierna Nitra), in mano all'influente aristocratico di nome Pribina, si sviluppava su quest'asse. Sempre secondo il luminare, Mojmír avrebbe espulso Pribina da Nitrava, spingendolo poi ad attraversare il fiume Sava e a stabilirsi nella bassa Pannonia. L'antica Moravia si sarebbe estesa poi per includere la Dacia e la posizione della Grande Moravia nei territori dell'odierna Moravia e Slovacchia si spiegherebbe per via di un ulteriore allargamento a ovest. Inoltre, il territorio tra i fiumi Morava e Hron (Slovacchia occidentale e centrale) sarebbe stato governato dai cechi e dai boemi e sarebbe stato battezzato proprio in quel frangente storico come Bohemia o Magna Chroatia (Grande Croazia). Per appoggiare tale ricostruzione, Sklenár ricorse a una lettera dei vescovi bavaresi in cui si menzionava di alcune tribù pagane sottomesse da Svatopluk e costrette ad adottare il cristianesimo. Pertanto, la regione sarebbe stata conquistata da Svatopluk e la "Moravia ceca" sarebbe stata unita alla Grande Moravia solo nell'890 (insieme alla Boemia) dopo l'accordo tra Svatopluk e Arnolfo di Carinzia. Opinioni simili furono sostenute da Gheorghe Şincai, uno storico rumeno del XVIII secolo.
La teoria di Sklenár è stata messa in discussione da István Katona, un influente storico ungherese. Ciò ha generato un'intensa disputa scientifica, anche perché Sklenár ha messo in dubbio l'affidabilità di una cronaca anonima che figura tra le fonti chiave della storiografia contemporanea. La vivace discussione andò seguita con interesse sia in Moravia che in Boemia. Le argomentazioni di Sklenár e la disputa erano ben noti a eminenti slavisti come Josef Dobrovský o Pavel Jozef Šafárik, ma la sua teoria non trovò sostegno tra gli storici slovacchi, cechi, moravi o ungheresi.

## La Moravia meridionale di Imre Boba
Stando alla teoria di Boba, la Moravia non costituiva una realtà indipendente a nord del Medio Danubio, ma un principato, situato in Pannonia, all'interno di uno stato più ampio, la "Sclavonia". Questa si sviluppò in un'area geografica compresa tra il mare Adriatico e il fiume Drava dopo la caduta del khaganato avaro. La maggior parte dei riferimenti latini e slavi al Principato di Moravia e ai suoi abitanti  evidenzia l'origine del toponimo con riferimento a una città chiamata Margus o Marava. Lo spunto si deve a Prisco di Panion, studioso tardo-romano che menzionava un agglomerato urbano di nome Margus (forse Požarevac) sul fiume Morava meridionale.
Boba scrisse che il regno di Ljudevit, principe slavo ribelle in Pannonia, includeva ovviamente sotto il suo dominio la Moravia. Il primo riferimento ai moravi (il loro omaggio a Ludovico il Germanico a Francoforte sul Meno) si registra nell'anno dell'espulsione di Liudewit dalla sua sede da parte dei Franchi (822). I governanti dei principati di Sclavonia eseguirono diversi tentativi volti a ottenere una posizione indipendente. Svatopluk cooperò strettamente con la Santa Sede affinché aumentasse la sua autonomia. Grazie alla sua attività diplomatica e alle strategie militari, riuscì a conquistare la regione del fiume Morava settentrionale ed estese la sua autorità sulla Boemia nell'890.

### Fonti franche

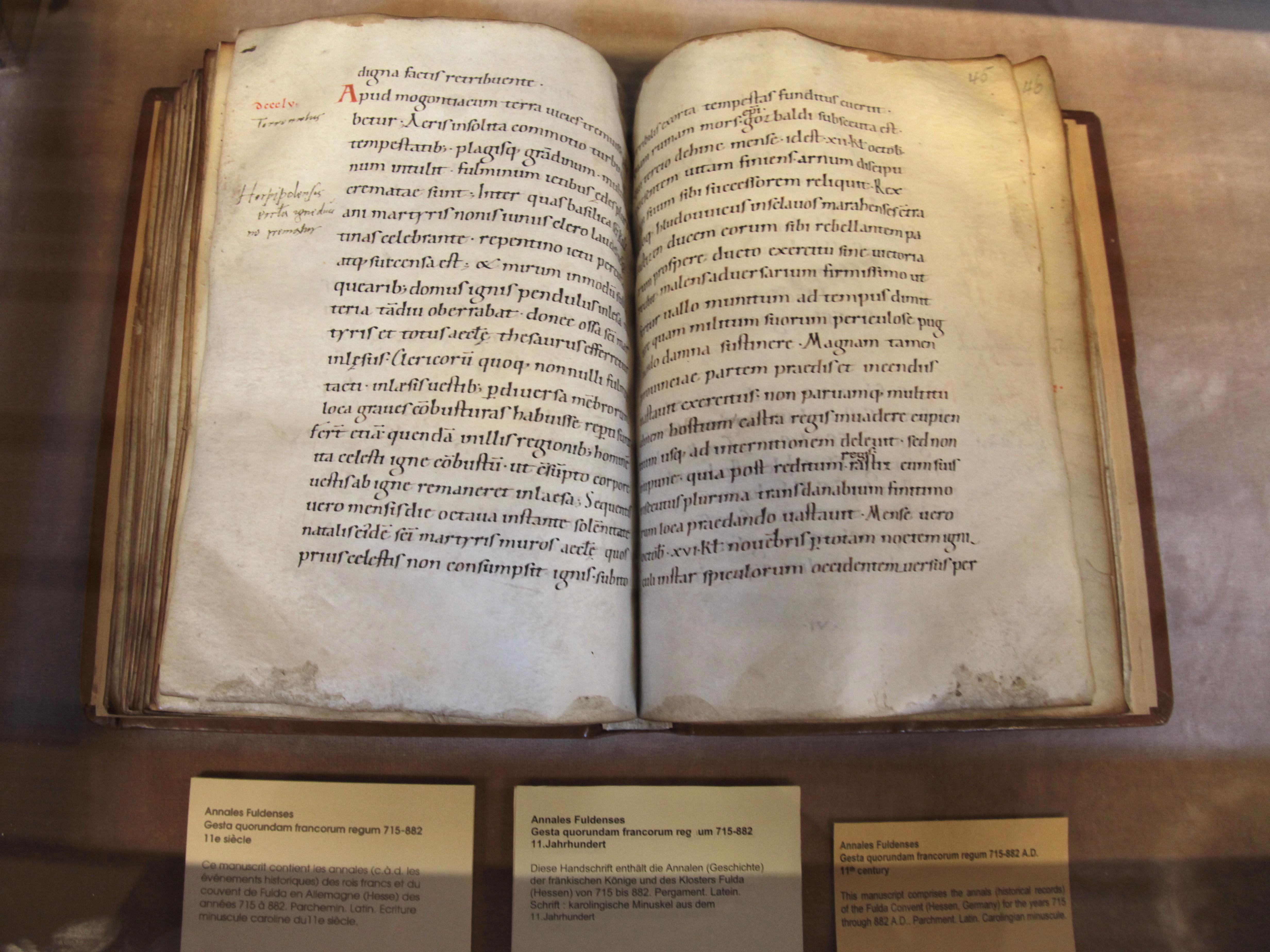
Copia dell'XI secolo in scrittura carolina degli Annali di Fulda, una preziosa fonte sulla storia della Moravia, conservata presso la Biblioteca Umanista di Sélestat

Secondo Boba, anche i riferimenti geografici negli Annali di Fulda indicherebbero che la Moravia fosse situata a sud del Danubio. Le cronache attestano che l'esercito di Ludovico il Germanico si mosse ultra Danuvium ("attraverso il Danubio" o "oltre il Danubio") quando invase la Moravia nell'864, lasciando dedurre un movimento verso meridione attraverso il Danubio verso la Moravia dalla prospettiva dell'abbazia di Fulda (situata a nord del fiume, fu lì che l'opera fu redatta). La stessa fonte menzionava anche che i servitori di Arn, vescovo di Würzburg, tesero un'imboscata a un gruppo di slavi moravi sulla via del ritorno in Moravia dalla Boemia, circostanza che implica che i moravi si spostarono a sud o sud-est (invece di muoversi verso il fiume Morava settentrionale) quando tornarono dalla Boemia. Florin Curta, che rigetta l'analisi di Boba, afferma che gli Annali di Fulda, scritti in un lontano monastero, difficilmente possono essere considerati un indiscutibile e affidabile fonte di informazioni sulla geografia dell'Europa centrale.
Boba suggerisce anche che il raffronto tra diverse attestazioni dello stesso evento storico riguardanti la Moravia suggerisce che la nazione slava si trovasse in Pannonia. Ad esempio, i magiari distrussero la Pannonia (secondo gli Annali di Fulda) o Moravia (secondo Regino di Prüm) nell'894, il che comporta che Pannonia e Moravia originassero un solo territorio.
| Annali di Fulda | Regino di Prüm |
| --- | --- |
| Zwentibald, dux dei Moravi e fonte di ogni tradimento, che aveva sconvolto tutte le terre intorno a lui con trucchi e astuzie e si aggirava assetato di sangue umano, ha fatto una triste fine, esortando i suoi uomini a non amare e aspirare alla pace, ma piuttosto a perseverare nell'inimicizia con i loro vicini. Gli Avari, che sono chiamati ungheresi, penetrarono attraverso il Danubio in quel momento, causando molti eventi terribili. Uccisero subito uomini e donne anziane, portando via le giovani sole con loro come se fossero capi di bestiame per soddisfare le loro concupiscenze, riducendo inoltre l'intera Pannonia a un deserto. In autunno vigeva la pace tra Bavaresi e Moravi. | Nel medesimo periodo, Zwentibald re degli Slavi Moravi, un uomo ritenuto più prudente del comune tra la sua gente e molto astuto per natura, visse gli ultimi giorni. I suoi figli amministrarono il suo regno per un breve e travagliato periodo di tempo, perché i magiari distrussero completamente le terre a loro facenti capo. |

### Testi bizantini

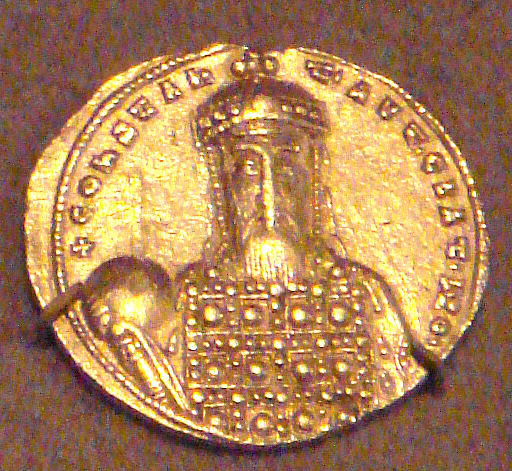
Solido raffigurante l'imperatore bizantino Costantino Porfirogenito: la sua opera (De administrando imperio) è l'unica fonte coeva contenente l'espressione "grande Moravia"

L'imperatore Costantino VII menzionò la "grande Moravia" quattro volte nel suo De administrando imperio. Secondo la sua descrizione dei popoli vicini agli ungheresi, "la grande Moravia, il paese di Sphenoplokos" (ovvero Svatopluk I), si trovava a sud del Principato d'Ungheria. Nell'elencare i "punti di riferimento e i nomi lungo il Danubio", Costantino scriveva che "la grande Moravia, la non battezzata [terra] [...] su cui un tempo regnava Sphendoplokus", si trovava al di là del ponte di Traiano, di Sirmio e di Belgrado. Secondo Boba, tutte le descrizioni mostrano che Costantino pensava alla Moravia come un'area situata nella più ampia regione del ponte di Traiano (odierna Drobeta-Turnu Severin, in Romania), Belgrado e Sirmio. Lo storico ungherese Sándor László Tóth afferma che Costantino, il quale sapeva che gli ungheresi avevano occupato la Moravia, molto probabilmente descrisse la nazione sulla base delle sue informazioni note sulla terra degli ungheresi intorno al 950, invece di utilizzare fonti precedenti.
Florin Curta afferma che i testi coevi lasciano intuire come la Moravia non poteva essere localizzata nella regione di Sirmio. La Vita di Metodio riportava che il "koroljъ ugrъrъsk [principe] giunse nelle terre del Danubio" e Metodio andò a trovarlo. Secondo Curta, l'episodio si riferisce a un incontro tra un "sovrano magiaro" e Metodio durante il viaggio di Metodio da o verso l'Impero bizantino nell'881 o nell'882. Ciò renderebbe impossibile la posizione meridionale della Moravia, perché Metodio non si sarebbe avvicinato alla regione del Basso Danubio (dominata dai Magiari negli anni 880) se avesse viaggiato tra Sirmio e Costantinopoli. Molti studiosi (tra cui Marvin Kantor, il traduttore della Vita di Metodio) riferiscono che il koroljъ ugrъrъsk era in realtà l'imperatore Carlo il Grosso; se una simile interpretazione risultasse valida, Metodio incontrò l'imperatore nella terra dei Franchi orientali. Secondo Curta, la Vita di San Clemente di Ocrida, un'agiografia attribuita a Teofilatto di Ocrida che morì nel 1126, suggerisce che i tre discepoli di Metodio, Clemente, Naum e Angelario, si avvicinarono al Danubio da nord prima attraversando il fiume a Belgrado durante la loro fuga dalla Moravia all'impero bizantino dopo la morte di Metodio.

### Sede vescovile di Metodio

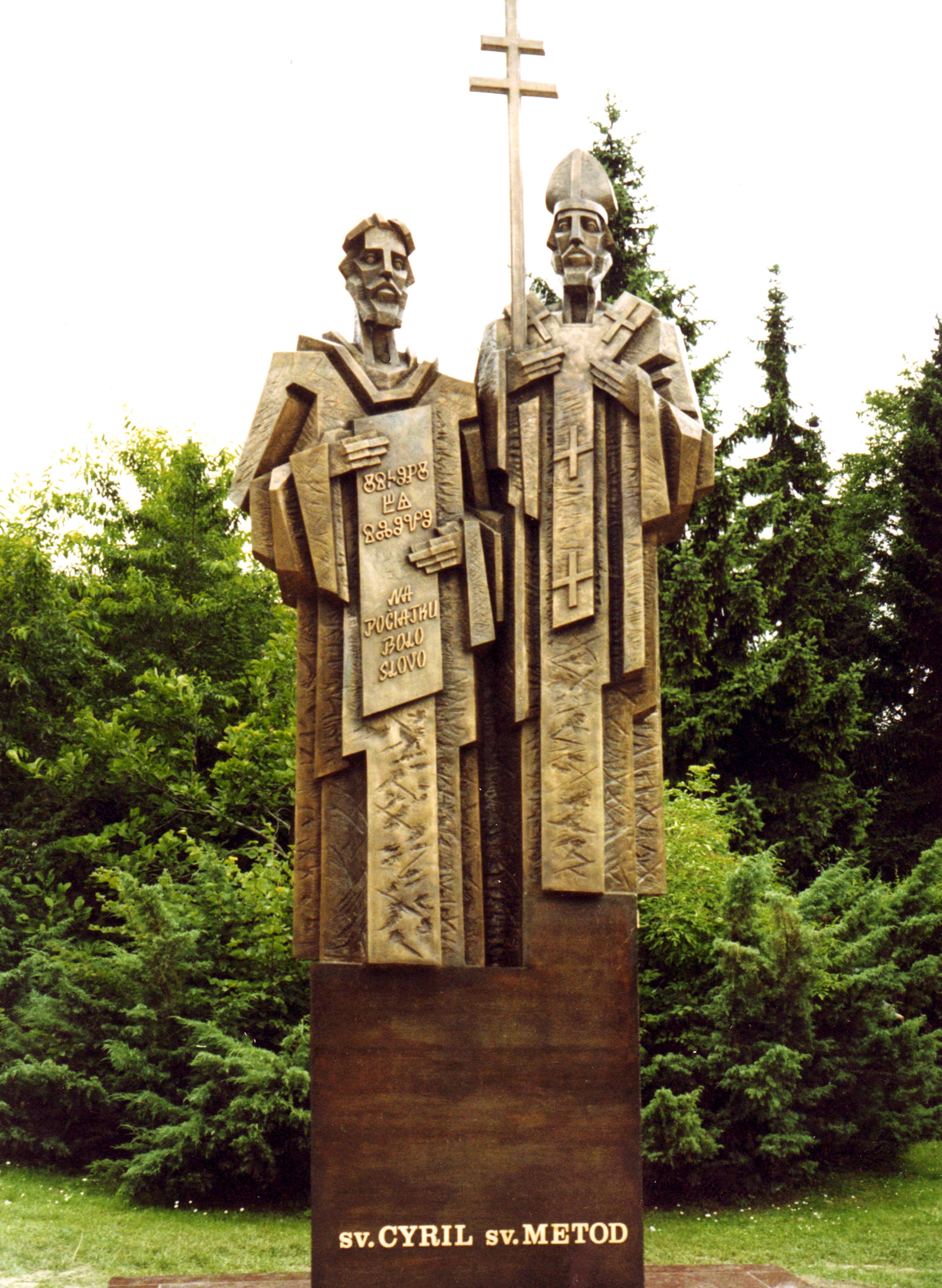
Scultura in bronzo dei Santi Cirillo e Metodio a Bratislava, Slovacchia

Le lettere di papa Giovanni VIII identificano la provincia ecclesiastica di Metodio come diocesi Pannonica. La Vita di Metodio testimonia in aggiunta che Metodio fu "consacrato al vescovado di Pannonia, alla sede di Sant'Andronico, un apostolo dei settanta". Stando a Boba, se Metodio fosse stato ordinato vescovo secondo il diritto canonico adottato nei precedenti sinodi, egli doveva essere stato consacrato in una cattedrale di una città e non poteva essere spostato dalla sua sede episcopale. In tal senso, il concilio di Calcedonia decretò nel 451 che "Nessuno [...] degli appartenenti all'ordine ecclesiastico deve essere investito senza titolo dI ordinazione, a meno che l'ordinato non sia specificatamente assegnato a una chiesa urbana, di un piccolo centro o a un santuario del martire o a un monastero".
Maddalena Betti afferma che l'argomentazione di Boba, che si basa su canoni del IV e V secolo, appare "traballante". La carriera di Metodio seguì il cursus honorum dei primi missionari medievali, tra cui Villibrordo e San Bonifacio. Il secondo iniziò le sue missioni in veste di semplice sacerdote e fu poi ordinato vescovo missionario per il "popolo della Germania e delle comunità ad est del fiume Reno", ma la sua sede non fu specificata; più avanti, ricevette un pallio come segno del suo diritto di organizzare una nuova provincia ecclesiastica. La studiosa sostiene che, in modo simile, Metodio tornò da Roma nei domini di Kocel in qualità di semplice monaco, venendo successivamente consacrato vescovo missionario e ricevendo, infine, anch'egli un pallio.
Secondo Boba, i documenti in latino e slavo ecclesiastico antico del titolo di Metodio mostrano che fu ordinato arcivescovo della sede in una città chiamata Maraba o Morava. Boba associava Maraba o Morava con Sirmio, poiché era il capoluogo della provincia romana della Pannonia secunda. Per dimostrare che Metodio aveva una sede fissa, Boba suggerì che una chiesa medievale, scavata a Mačvanska Mitrovica nel 1966, era identica alla cattedrale di Metodio. V. Popović, un archeologo, confutò presto l'identificazione, dimostrando che la chiesa era stata ultimata nel XI secolo.
Anche i falsi di Lorch (una raccolta di documenti papali falsificati da Pellegrino di Passavia, che fu vescovo di Passavia tra il 971 e il 991) contengono dei riferimenti alla Moravia. I documenti indicano che i chierici della fine del X secolo a Passavia pensavano che la Moravia fosse stata localizzata nell'Alta Pannonia e nella Mesia un centennio prima. Secondo Alexandru Madgearu, uno storico rumeno, i falsi di Pellegrino dimostrano che, quando furono completati, l'ubicazione dell'ex provincia romana della Mesia era stata dimenticata e i chierici che completarono le falsificazioni etichettarono la denominazione alla Moravia.
Secondo Maddalena Betti, la traduzione di Alfredo il Grande della Storia del Mondo di Paolo Orosio, completata alla fine del IX secolo, prova che la Moravia si trovasse a nord del Danubio. Orosio elencava i "Turingi", i "Bavari", una "metà dei Boemi" e l'"area abitata dai Vistolani" tra i vicini dei "Maroaro" (cioè i moravi). Betti nota anche che, nella Vita di Costantino, si racconta di come Costantino e Metodio attraversarono i domini pannonici di Kocel mentre viaggiavano dalla Moravia a Venezia: ciò mostrerebbe come la Moravia, con maggiore verosimiglianza, giacesse a nord dei domini di Kocel.

### Cronache medievali
Il Cartulario di Supetar, compilato nel XII secolo, contiene un elenco dei predecessori di Zvonimir, re di Croazia, che comincia con "Sventopolk". La Cronaca del Prete di Doclea del tardo Duecento scrisse di Sventopelk, figlio di un certo Svetimir, che discendeva da un tale Ratimir. Secondo la stessa fonte, "Costantino il Filosofo" attraversò il regno di Sventopelk durante il viaggio dalla Bulgaria a Roma. La fonte riporta pure che Sventopelk venne incoronato re "sul campo di Dalma" alla presenza di un legato pontificio. La Chronica Ragusina Junii Restii (una cronaca scritta nella Repubblica di Ragusa) affermava che il padre di Svetopelek, Svetimir era stato il re di Bosnia. Due annali successivi da Ragusa si riferivano a un monarca di una dinastia moravo-croata. Boba e Bowlus hanno associato Ratimir al duca omonimo della Bassa Pannonia e Sventopelk a Svatopluk I di Moravia. Per i due autori, queste fonti associano chiaramente la Moravia alla Dalmazia e alla Bosnia. Markus Osterrieder descrive Boba come "incredibilmente acritico" e privo di capacità di giudizio per una così sommaria valutazione della Cronaca del Prete di Doclea come fonte attendibile. Betti ha concluso che gli scritti successivi non descrivevano la situazione politica della penisola balcanica del IX secolo, in quanto stilate per "sostenere la esigenze politiche dei secoli successivi".

## Due Moravie

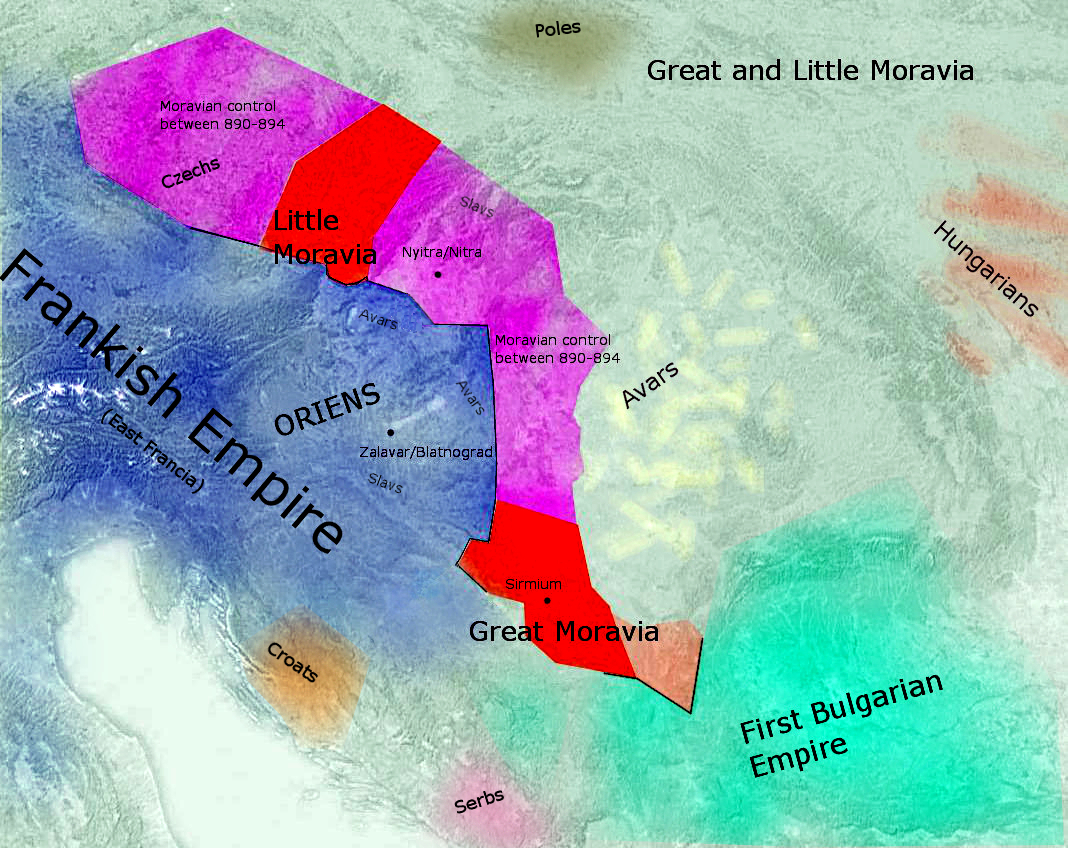
Le "due Moravie" immaginate da Püspöki-Nagy (1986)

Péter Püspöki-Nagy propose l'esistenza di due Moravie: una "Grande", situata sul fiume Morava meridionale nell'attuale Serbia, e un'altra Moravia sul fiume Morava settentrionale nella Repubblica Ceca di oggi. Toru Senga, uno storico giapponese che ha vissuto in Ungheria, conclude allo stesso modo che due comunità politiche chiamate Moravia coesistevano nel IX secolo e furono unite sotto Svatopluk I. Precedentemente rispetto all'unificazione, la prima Moravia (di Rastislav) si sviluppava in Cechia, mentre la seconda (di Svatopluk) nell'odierna Ungheria tra Danubio e Tibisco e confinava con i bulgari non solo a est, ma anche a nord (attuale Slovacchia). Anche tale ipotesi non ha ottenuto una più ampia accettazione nella comunità accademica, in particolare tra gli storici europei. Reazioni critiche sono state presentate anche da studiosi ungheresi (György Györffy e Csanád Bálint).

## La Moravia a est del Tibisco
Nel 1995, lo storico tedesco Martin Eggers ha esposto la sua tesi "Das Großmährische Reich" Realität oder Fiktion? ("Il Grande Impero Moravo" - realtà o finzione?). Secondo Eggers, gli avari giocarono un ruolo chiave nei territori a nord del Danubio anche dopo il declino del khaganato. Analogamente alla visione di Toru e Püspöki Nagy, Eggers sostiene anche l'ipotesi delle due Moravie, collocando tuttavia entrambe le entità nel sud-est.
Per Eggers, la tribù morava (Moravljane) giunse ad est del bacino dei Carpazi dopo la caduta del khaganato. L'odierna Slovacchia avrebbe dovuto essere abitata dalle "comunità degli avari rimasti" (Vulgarii, bulgari) fino ai territori insediati dai vistolani nell'attuale Polonia e i ritrovamenti archeologici in Moravia furono da lui attribuiti a un qualche "gruppo etnico di tradizione avara". I moravi di Egger aiutarono a difendere il Regno franco dagli attacchi da est e, in seguito, fondarono un proprio dominio intorno al centro vicino alla confluenza dei fiumi Tibisco e Mureș, all'altezza dell'attuale Cenad, in Romania. Questi moravi avevano stretti legami con altri slavi meridionali e condividevano una cultura comune, quella di Bijelo Brdo. Un ulteriore motivo di affinità si doveva alla lata parentela tra Mojmir, Rastislav e Svatopluk, tutti membri della stessa dinastia bosniaco-slava. Anche nel corso dello sviluppo di questa ipotesi, l'autore si interrogava se la Nitrava posseduta di Pribina potesse corrispondere alla Nitra slovacca, presentando delle perplessità. Sempre stando alla ricostruzione di Eggers, mentre Rastislav governava la Moravia meridionale, Svatopluk era un sovrano bosniaco-slavo. Nell'871, Svatopluk salì al potere a Cenad ed entrambi i principati furono unificati sotto la sua guida. Tale evento gettò le basi per la crescita un impero grande, ma dalla durata effimera, essendo rimasto in piedi per una sola generazione. Svatopluk espanse la sua influenza in Croazia (879), prese il controllo dell'attuale Slovacchia (874–880), assorbì la Pannonia (884) e ricevette la sua corona durante una cerimonia formale (885). Nell'890, Arnolfo gli donò la Boemia, la quale aveva già stretti legami con la Moravia ceca. Solo dopo la dissoluzione della Grande Moravia il nome finì per indicare la regione settentrionale, finendo per originare e diffondere una falsa visione sulla sua storia.
Il lavoro di Eggers è stato pubblicato da prestigiose case editrici, ragion per cui ha suscitato anche maggiori reazioni critiche da parte di storici e archeologi dell'Europa centrale. Herwig Wolfram, direttore dell'Istituto Austriaco per la Ricerca Storica, che ha avuto modo di visionare la fatica di Eggers quando non ancora disponibile ad altri esperti, ha subito evidenziato alcuni problemi legati all'interpretazione dell'autore delle fonti scritte. Secondo la sua opinione, gli storici dovrebbero basarsi principalmente su quelle più prossime agli eventi nel tempo e nello spazio (condizioni queste non soddisfatte dall'opera di Eggers) e ha confermato la collocazione geografica operata dal filone classico. Diversi critici hanno inoltre notato la stranezza di alcuni riferimenti di Eggers a sezioni inedite del suo lavoro o studi che devono essere pubblicati solo in futuro. Stando al giudizio della critica, così come Boba e altri autori, pure Eggers si affida ancora in larga misura dalla versione riportata dalla Cronaca del Prete di Doclea, nota per via delle numerose finzioni e imprecisioni piuttosto che per la veridicità. La cultura di Bijelo Brdo risale almeno a un centennio più tardi di quanto ipotizzato dallo studioso. La teoria che vorrebbe gruppi di avari rimasti in Slovacchia nella seconda metà del IX secolo non si basa su alcuna ricerca archeologica; come se non bastasse, gli insediamenti avari precedenti sono documentati solo nella parte più meridionale della Slovacchia. Marsina critica l'approccio di Eggers come inaffidabile e non scientifico, affermando che la sua teoria contraddiceva non solo lo stato della ricerca negli anni '90, ma anche quella sugli insediamenti avari rinvenuti in Slovacchia dagli anni '50. A tal proposito, Třeštík rileva delle incongruenze con le opere scritte. Il tentativo di individuare i Vulgarii "in possesso di soli 5 castelli" (sulla base del Geografo bavarese) non trova riscontri credibili, considerando la decisamente maggiore presenza che essi di certo avevano in quel territorio, né lascia comprendere perché essi avessero costruito degli edifici simili, non essendo una loro consuetudine. Un simile quadro sembrerebbe ricostruire, più che la condizione dell'attuale Slovacchia, quella del khaganato bulgaro. Sempre per Třeštík, nel caso della Boemia, Eggers tralascia la menzione di un'occupazione della Boemia da parte di un'armata di Svatopluk, potendo quest'avvenimento generare delle falle nella sua teoria. La visione di Eggers sui primi rapporti tra Boemia e Moravia appare insolita, soprattutto per uno storico tedesco: la Boemia avrebbe dovuto controllare la Moravia, ma all'epoca non sono stati trovati centri di potere di un qualche spessore nella prima regione geografica citata. La ricerca archeologica suggerisce che le più antiche fortezze boeme seguivano l'esempio della Moravia e non il contrario.
Nonostante i tanti pareri negativi, il lavoro di Eggers ha ricevuto un certo sostegno da Horace Lunt, che non era uno storico, ma un linguista e filologo. Lo statunitense ha affermato: "Uno studio attento e fuori dagli schemi delle fonti primarie, di per sé abbastanza limitate, rivela inevitabilmente che gli elementi strutturali cruciali dell'intricato costrutto tradizionale sono pura congettura. Ciò che assemblava il tutto era l'acclamata autorità di generazioni di studiosi; accettare il dogma significava dimostrare di essere nel «giusto»". Allo stesso modo, John B. Freed ha dichiarato di essere incline ad accettare "le argomentazioni di Eggers (e di Bowlus) su una Moravia meridionale perché una tale posizione fornisce una spiegazione migliore dell'apparato militare dei Franchi orientali" e della missione cirillo-metodiana". Tuttavia, ha aggiunto di non essere uno specialista della storia del tardo periodo carolingio.

### Esplicative
1. ↑  Macháček associa il rifiuto di queste teorie dalla comunità scientifica alla loro eccessiva superficialità. Macháček, in veste di direttore del laboratorio di ricerca dell'Università Masaryk a Břeclav-Pohansko, constata pure con piacere la regolare partecipazione di team internazionali sulla ricerca archeologica, negli ultimi anni principalmente esperti provenienti da Stati Uniti, Germania e Austria: Macháček (2014).
2. ↑  Si pensi a regnum Marahensium (in latino) e Moravskaia oblast (in slavo ecclesiastico antico): Boba (2012), p. 6.
3. ↑  Si pensi a Sclavi Marahenses (latino) e a Moravliene (slavo ecclesiastico antico):Boba (2012), p. 6.
4. ↑  Papa Giovanni VIII si riferiva a Metodio come archiepiscopus sanctae ecclesiae Marabensis nell'880. La Vita di Metodio lo menzionava come arkhiepiskoup Moravska.
5. ↑  Secondo Třeštík, la conquista della Boemia da parte di Svatopluk potrebbe aprire diversi problemi. Eggers dovrebbe infatti spiegare come ha fatto Svatopluk a sottometterla, quale obiettivo perseguiva e come avrebbe fatto a preservarla spostandosi da sud. Invece di affrontare simili questioni, Eggers presumeva semplicemente che la Boemia fosse stata donata a Svatopluk da Arnolfo di Carinzia. Třeštík ritiene il caso della donazione volontaria "un'assurdità", in quanto optando per questa scelta Arnolfo avrebbe aperto la strada alla ricca e fiorente Baviera e avrebbe lasciato indifesi i territori orientali. Altrettanto inverosimile è che i boemi avessero accettato di buon grado tale cambiamento geopolitico; se anche non fossero sorte ostilità, non si rintraccia alcuna prova tangibile che attesti un evento simile. Se effettivamente la Boemia fosse stata in mano ad Arnolfo, sarebbe di certo stata segnalata la presenza di funzionari franchi, come avveniva in Caratania e Moravia. Ecco come mai Eggers avrebbe citato volutamente solo la cronaca di Regino e non gli Annali di Fulda, i quali parlano di una conquista ottenuta con la forza. Un altro dubbio storiografico riguarda il battesimo di Bořivoj I durante il governo di Svatopluk in Boemia, perché nell'890 questi era già morto: Třeštík (1996), p. 91.
6. ↑  Třeštík commenta così questo passaggio: "L'idea che Bořivoj governasse ricchi e prestigiosi centri moravi e che i suoi abitanti fossero vestiti di seta e oro nella sua primitiva roccaforte di Levý Hradec mi strappa un sorriso": Třeštík (1996), p. 91.

### Bibliografiche
1. 1 2 3  Szymczak (2010), p. 293.
2. ↑  Štih (2010), pp. 99, 131.
3. ↑  Štih (2010), p. 131.
4. 1 2 3 4 5 6 7  Berend, Urbańczyk e Wiszewski (2013), p. 57.
5. 1 2 3 4 5 6  Macháček (2009), p. 261.
6. 1 2 3 4  Berend, Urbańczyk e Wiszewski (2013), p. 58.
7. 1 2 3  Berend, Urbańczyk e Wiszewski (2013), p. 60.
8. 1 2 3 4 5  McCornick (2001), p. 189.
9. ↑  Curta (2006), p. 125.
10. ↑  Berend, Urbańczyk e Wiszewski (2013), p. 61.
11. ↑  Berend, Urbańczyk e Wiszewski (2013), p. 59.
12. 1 2  Barford (2001), p. 110.
13. ↑  McCornick (2001), p. 193.
14. ↑  McCornick (2001), pp. 195-196.
15. 1 2  Barford (2001), p. 111.
16. 1 2  Macháček (2012), p. 7.
17. 1 2  Macháček (2012), p. 6.
18. 1 2 3  Curta (2009), p. 239.
19. ↑  Macháček (2012), p. 5.
20. ↑  Macháček (2012), pp. 9-11.
21. 1 2  Curta (2006), pp. 127-128.
22. ↑  Marsina (2000), p. 156.
23. ↑  (DE) Bartholomäus Kopitar e Franz Ritter von Miklosich, Barth. Kopitars Kleinere Schriften: Sprachwissenschaftlichen, geschichtlichen, ethnographischen und rechtshistorischen Inhalts, F. Beck, 1857,  p. 166.
24. ↑  (DE) Jahrbücher der Literatur, Gerold, 1824,  p. 220.
25. ↑  (DE) Jahrbücher der Literatur, Gerold, 1827,  p. 71.
26. 1 2  (DE) Sergio Bonazza, Wie neu ist Imre Bobas neue Interpretation der Geschich te Mährens? [Quanto è nuova la nuova interpretazione di Imre Boba sulla storia della Moravia?], in Welt der Slaven, vol. 53, n. 1, 2008,  pp. 161-173.
27. ↑  Macháček (2009), pp. 261-262.
28. ↑  Tóth (1999), p. 25.
29. ↑  Curta (2006), p. 128 (nota 40).
30. ↑  Curta (2009), pp. 132-133.
31. 1 2  Macháček (2009), p. 264.
32. ↑  Curta (2009), pp. 130-131.
33. ↑  Curta (2009), p. 244.
34. ↑  Curta (2009), p. 240.
35. ↑  Macháček (2009), p. 265.
36. ↑  Macháček (2014).
37. ↑  Collins (2010), p. 402.
38. 1 2  Měřínský (2006), p. 743.
39. ↑  Tibenský (1958), pp. 100, 103.
40. ↑  Tibenský (1958), p. 98.
41. 1 2 3 4  Tibenský (1958), p. 100.
42. ↑  Şincai (1969), p. 255.
43. ↑  Šafárik (1863), p. 507.
44. ↑  Boba (2012), p. 26.
45. 1 2 3 4 5 6  Boba (2012), p. 6.
46. ↑  Boba (2012), p. 35.
47. ↑  Bowlus (1994), p. 183.
48. ↑  Bowlus (1994), p. 92.
49. ↑  Boba (2012), p. 62.
50. 1 2  Curta (2006), p. 128.
51. ↑  Boba (2012), pp. 42-43.
52. ↑  Boba (2012), p. 49.
53. ↑  Bowlus (1994), pp. 176-177.
54. 1 2 3  Boba (2012), p. 66.
55. ↑  Annali di Fulda, (anno 894), p. 129.
56. ↑  Cronaca di Regino di Prüm, (anno 894), p. 418.
57. 1 2  Tóth (1999), p. 26.
58. ↑  De administrando imperio, (cap. 13), p. 65.
59. ↑  Boba (2012), p. 76.
60. ↑  De administrando imperio, (cap. 40), p. 177.
61. 1 2  Boba (2012), p. 79.
62. ↑  Tóth (1999), pp. 26-27.
63. 1 2 3 4  Curta (2006), p. 129.
64. ↑  Vita di Metodio, (cap. 16), p. 125.
65. 1 2  Bowlus (1994), pp. 214-215.
66. ↑  Boba (2012), p. 88.
67. ↑  Betti (2013), p. 149.
68. ↑  Vita di Metodio, (cap. 8.), p. 117.
69. ↑  Boba (2012), p. 92.
70. ↑  Betti (2013), p. 69.
71. 1 2  Boba (2012), p. 87.
72. ↑   Mezzogori Ciro, Vocazione sacerdotale e incardinazione nei movimenti ecclesiali. Una questione aperta, Gregorian Biblical BookShop, 2012,  p. 172, ISBN 978-88-78-39232-8.
73. ↑  Betti (2013), p. 30.
74. ↑  Betti (2013), pp. 172-173.
75. ↑  Betti (2013), pp. 153, 174-175, 178-179.
76. ↑  Betti (2013), pp. 171-173.
77. 1 2  Boba (2012), pp. 91–92, 95.
78. 1 2  Betti (2013), p. 32.
79. 1 2  Boba (2012), p. 10.
80. ↑  Bowlus (1994), p. 8.
81. ↑  Madgearu (2013), p. 98.
82. 1 2  Betti (2013), p. 145.
83. ↑  Betti (2013), pp. 144-145.
84. 1 2 3  Boba (2012), p. 107.
85. ↑  Bowlus (1994), pp. 189-190.
86. 1 2 3 4  Bowlus (1994), p. 189.
87. 1 2 3 4  Boba (2012), p. 105.
88. 1 2 3  Bowlus (1994), p. 190.
89. ↑  Osterrieder (1997), p. 117.
90. ↑  Betti (2013), p. 29.
91. ↑  Püspöki-Nagy (1978), pp. 60-82.
92. ↑  Senga (1983), pp. 307-345.
93. ↑  Senga (1982), p. 535.
94. ↑  Marsina (1995), p. 9.
95. ↑  Štefanovičová (2000), p. 6.
96. 1 2  Eggers (1995), p. 381.
97. ↑  Bowlus (2009), p. 313.
98. ↑  Macháček (2009), p. 262.
99. 1 2 3  Eggers (1995), pp. 286-358.
100. ↑  Wolfram (1995).
101. ↑  Mühle (1997).
102. ↑  Třeštík (1996).
103. ↑  Bláhová (1996).
104. ↑  Wolfram (1995), pp. 3-15.
105. 1 2 3  Třeštík (1996), p. 88.
106. ↑  Marsina (2000), p. 32.
107. ↑  Mühle (1997), p. 218.
108. ↑  Třeštík (1996), p. 87.
109. ↑  Marsina (2000), p. 163.
110. ↑  Zábojník (2009), p. 10.
111. ↑  Odler (2012), p. 50.
112. ↑  Třeštík (1996), p. 91.
113. 1 2  Macháček (2009), p. 263.
114. ↑  Lunt (1996), p. 947.
115. ↑  Lunt (1996), p. 946.
116. 1 2  (EN) Tim Barnwell, Jason R. Berg, Richard Broome e Michael J. Kelly, Networks & Neighbours: Vol. 2.1: Comparisons and Correlations, punctum books, 2014,  p. 116, ISBN 978-06-15-99538-0.

### Fonti primarie
- (EN) Costantino Porfirogenito, De administrando imperio, a cura di Gyula Moravcsik, traduzione di Romillyi J. H. Jenkins, Dumbarton Oaks Center for Byzantine Studies, 1967, ISBN 0-88402-021-5.
- (LA) Annali di Fulda, su dmgh.de. URL consultato il 17 settembre 2021.
- (LA) Regino di Prüm, Chronicon cum continuatione Treverenst, 1978.
- Vita di Metodio, traduzione di Lino Bernardini, Éditeur inconnu, 1970.

### Fonti secondarie
- (EN) Paul M. Barford, The Early Slavs: Culture and Society in Early Medieval Eastern Europe, Itaca, Cornell University Press, 2001, ISBN 0801439779.
- (EN) Nora Berend, Przemyslaw Urbańczyk e Przemyslaw Wiszewski, Central Europe in the High Middle Ages: Bohemia, Hungary and Poland, c.900–c.1300, Cambridge University Press, 2013, ISBN 978-05-21-78156-5.
- (EN) Maddalena Betti, The Making of Christian Moravia (858-882): Papal Power and Political Reality, Brill, 2013, ISBN 978-90-04-26008-5.
- (DE) Marie Bláhová, Das Großmährische Reich – Realität oder Fiction? [recension] [La Grande Moravia: realtà o finzione? [analisi critica]], in Ostbairische Grenzmarken, vol. 38, n. 1, 1996.
- (EN) Imre Boba, Moravia's History Reconsidered a Reinterpretation of Medieval Sources, Springer Science & Business Media, 2012, ISBN 978-94-01-02992-6.
- (EN) Charles R. Bowlus, Franks, Moravians, and Magyars: The Struggle for the Middle Danube, 788-907, Filadelfia, University of Pennsylvania Press, 1994, ISBN 978-08-12-23276-9.
- (EN) Charles R. Bowlus, Nitra: when did it become a part of the Moravian realm? Evidence in the Frankish sources, vol. 17, n. 3, Early Medieval Europe, 2009,  pp. 311-328, DOI:10.1111/j.1468-0254.2009.00279.x.
- (EN) Roger Collins, Early Medieval Europe, 300-1000, Palgrave Macmillan, 2010, ISBN 978-113-7014-28-3.
- (EN) Florin Curta, Southeastern Europe in the Middle Ages, 500-1250, Cambridge, Cambridge University Press, 2006, ISBN 978-0-511-81563-8.
- (EN) Florin Curta, The history and archaeology of Great Moravia: an introduction, in Early Medieval Europe, vol. 17, n. 3, Blackwell Publishing Ltd, 2009,  pp. 248-267, DOI:10.1111/j.1468-0254.2009.00275.x. URL consultato il 20 settembre 2021.
- (DE) Martin Eggers, Das grossmährische Reich: Realität oder Fiktion? [La grande Moravia: realtà o fantasia?], in Monographien zur Geschichte des Mittelalters, vol. 40, Stoccarda, Anton Hiersemann, 1995.
- (EN) Horace G. Lunt, What the Rus' Primary Chronicle Tells Us about the Origin of the Slavs and of Slavic Writing, in Harvard Ukrainian Studies, vol. 19, Harvard Ukrainian Research Institute, 1996,  pp. 335-357.
- (EN) Jiří Macháček, Disputes over Great Moravia: chiefdom or state? the Morava or the Tisza River?, vol. 17, n. 3, Early Medieval Europe, 2009,  pp. 248-267, DOI:10.1111/j.1468-0254.2009.00276.x.
- (EN) Jiří Macháček, "Great Moravian state"–a controversy in Central European medieval studies, in Studia Slavica et Balcanica Petropolitana, vol. 11, n. 1, 2012,  pp. 5-26.
- (CS) Jiří Macháček, Vystavěla si Velká Morava svůj věhlas na obchodu s otroky?, in Věda pro život, 2014. URL consultato il 20 settembre 2021 (archiviato dall'url originale il 4 marzo 2016).
- (EN) Alexandra Madgearu, Byzantine Military Organization on the Danube, 10th–12th Centuries, Brill, 2013, ISBN 978-90-04-21243-5.
- (SK) Richard Marsina, Nové pohľady historickej vedy na Slovenské dejiny. 1. Najstaršie obdobie slovenských dejín (do prelomu 9.-10. storočia) [Nuove prospettive della scienza storica sulla storia slovacca. 1. Il periodo più antico della storia slovacca (fino all'inizio del IX-X secolo)], Bratislava, Metodické centrum mesta Bratislavy, 1995, ISBN 978-80-7164-069-1.
- (EN) Richard Marsina, Where was Great Moravia, in Slovak Contributions to 19th International Congress of Historical Sciences, Bratislava, VEDA, 2000, ISBN 978-80-224-0665-9.
- (CS) Zdeněk Měřínský, České země od příchodu Slovanů po Velkou Moravu II [Le Terre Ceche dall'arrivo degli Slavi alla Grande Moravia], Praga, Libry, 2006, ISBN 978-80-7277-105-9.
- (EN) Michael McCornick, Origins of the European Economy: Communications and Commerce, AD 300-900, Cambridge University Press, 2001, ISBN 978-0-521-66102-7.
- (DE) Eduard Mühle, Altmähren oder Moravia? [Antica Moravia o Moravia?], in Zeitschrift für Ostmitteleuropa-Forschung, vol. 47, n. 2, Marburgo, Herder-Institut für historische Ostmitteleuropaforschung, 1997, ISSN 0948-8294 (WC · ACNP).
- (SK) Martin Odler, Avarské sídliská v strednej Európe: problémová bilancia [Insediamenti Avari nell'Europa centrale: l'equilibrio di una situazione problematica], in Studia mediaevalia Pragensia 11, Praga, Univerzita Karlova v Praze – Nakladatelství Karolinum, 2012, ISBN 978-80-246-2107-4.
- (DE) Markus Osterrieder, Das Grossmährische Reich: Zwei Neue Studien [La Grande Moravia: due nuovi studi], in Bohemia, vol. 37, 1997,  pp. 112-119.
- (HU) Péter Püspöki-Nagy, Nagymorávia fekvéséről [Sulla collocazione geografica della Grande Moravia], in Valóság, XXI, 11), 1978,  pp. 60-82.
- (CS) Pavel Jozef Šafárik, Sebrané spisy Pavla Jos. Šafaříka, Díl II. Starožitnosti slovanské okresu druhého, Praga, Temský, 1863.
- (FR) Toru Senga, La situation géographique de la Grande-Moravie et les Hongrois conquérants [La collocazione geografica della Grande Moravia e i conquistatori ungheresi], in Jahrbücher für Geschichte Osteuropas, vol. 30, n. 4, 1982, ISSN 0021-4019 (WC · ACNP).
- (HU) Toru Senga, Morávia bukása és a honfoglaló magyarok [La caduta della Moravia e i conquistatori ungheresi], n. 2, Századok,  pp. 307-345.
- (RO) Georgie Şincai, Hronica românilor [Cronache rumene], Bucarest, Editura pentru literatură, 1969,  pp. 255-256.
- (SK) Tatiana Štefanovičová, K niektorým mýtom o počiatkch našich národných dejín [Alcuni miti sugli inizi della nostra storia nazionale] (PDF), Bratislava, Univerzita Komenského, 2000.
- (EN) Peter Štih, The Middle Ages between the Eastern Alps and the Northern Adriatic: Select Papers on Slovene Historiography and Medieval History, Brill, 2010, ISBN 978-90-04-18591-3.
- (EN) Jan Szymczak, Slavic Lands: Historiography (500–1000), in The Oxford Encyclopedia of Medieval Warfare and Military Technology, vol. 3, Oxford University Press,  pp. 293-295, ISBN 978-0-19-533403-6.
- (SK) Ján Tibenský, J. Papánek — J. Sklenár. Obrancovia slovenskej národnosti v XVIII. storočí [J. Papanek - J. Sklenar. Difensori della nazionalità slovacca nel XVIII secolo], Martin, Osveta, 1958.
- (EN) Sándor László Tóth, The territories of the Hungarian Tribal Federation, in Byzanz und Ostmitteleuropa 950–1453: Beiträge zu einer table-ronde des XIX, Otto Harrassowitz Verlag., Copenhagen, 1999,  pp. 22-33, ISBN 978-3-447-04146-1.
- (DE) Dušan Třeštík, Český časopis historický, in "Das Großmährische Reich" – Realität oder Fiktion? [La Grande Moravia - Realtà o finzione?], Stoccarda, 1995, ISSN 0862-6111 (WC · ACNP).
- (SK) Herwig Wolfram, Historické pramene a poloha (Veľkej) Moravy [Fonti storiche e collocazione della Grande Moravia], vol. 43, n. 1, Historický časopis, 1995, ISSN 0018-2575 (WC · ACNP).
- (DE) Herwig Wolfram, Moravien-Mähren oder nicht?, in Svätopluk 894–1994, Nitra, Archeologický ústav Slovenskej akadémie vied, 1997, ISSN 0018-2575 (WC · ACNP).
- (SK) Jozef Zábojník, Slovensko a avarský kaganát [La Slovacchia e il Khaganato Avaro], Bratislava, Filozofická fakulta Univerzity Komenského, 2009, ISBN 978-80-89236-62-6.